# Luce del mondo (libro)
Luce del mondo. Il Papa, la Chiesa e i segni dei tempi è un libro-intervista scritto da Peter Seewald e papa Benedetto XVI, pubblicato nel 2010. Il libro è frutto della conversazione tra Seewald e Ratzinger nell'estate dello stesso anno, dal 26 al 31 agosto a Castel Gandolfo per un'ora al giorno. Per la prima volta nella storia, il papa ha accettato di pubblicare il resoconto integrale di sei ore di intervista, senza censure.

## L'intervista
Seewald aveva già intervistato due volte Benedetto XVI (nel 1996 e nel 2001), quando Ratzinger era ancora cardinale.
Luce del mondo rappresentò un fatto inedito nella storia del Papato: già Giovanni Paolo II aveva scritto un libro-intervista con Vittorio Messori (Varcare la soglia della speranza), ma in quell'occasione il giornalista e il Papa non si erano parlati direttamente.
Il libro uscì contemporaneamente in italiano e in tedesco il 23 novembre 2010, pubblicato in Italia dalla LEV e in Germania dalla Herder. Tradotto in 16 lingue, a due mesi dall'uscita il numero di copie vendute nel mondo era di quasi un milione, di cui 200 000 in tedesco, 80 000 in francese e 100 000 in inglese.

## Contenuto
Nel libro, il Papa affronta diverse questioni riguardanti i cinque anni del suo pontificato e le vicende che lo hanno segnato (come la controversia sulla lezione di Ratisbona di papa Benedetto XVI, la controversia sulla remissione della scomunica al vescovo Richard Williamson), il celibato sacerdotale, gli abusi sessuali su minori commessi da religiosi, l'ecumenismo e il dialogo con musulmani ed ebrei.
La pubblicazione del libro è stata a sua volta segnata da un acceso dibattito riguardo alle parole del papa riguardanti il divieto dell'uso del preservativo nella morale cattolica. Nel rispondere ad una domanda riguardante l'uso del profilattico come strumento di prevenzione nella lotta all'AIDS, il papa afferma, tra le altre cose, che:
La pubblicazione del libro fu quindi seguita da una nota della Santa Sede nel quale si affermava che «il Papa non riforma o cambia l'insegnamento della Chiesa» e che «il Papa non giustifica moralmente l'esercizio disordinato della sessualità, ma ritiene che l'uso del profilattico per diminuire il pericolo di contagio sia "un primo atto di responsabilità", "un primo passo sulla strada verso una sessualità più umana", piuttosto che il non farne uso esponendo l'altro al rischio della vita».

## Edizioni
- (IT)  Benedetto XVI - Peter Seewald, Luce del mondo, Libreria Editrice Vaticana, 2010, pp. 288, ISBN 9788820984588
- (DE)  Benedikt XVI - Peter Seewald, Licht der Welt, Verlag Herder, Freiburg-Basel-Wien, 2011, ISBN 9783451325373
- (PL)  Benedykt XVI - Peter Seewald, Światłość świata: Papież, Kościół i znaki czasu, Znak, Kraków, 2011, ISBN 978-83-240-1504-7